# Dia da Cultura

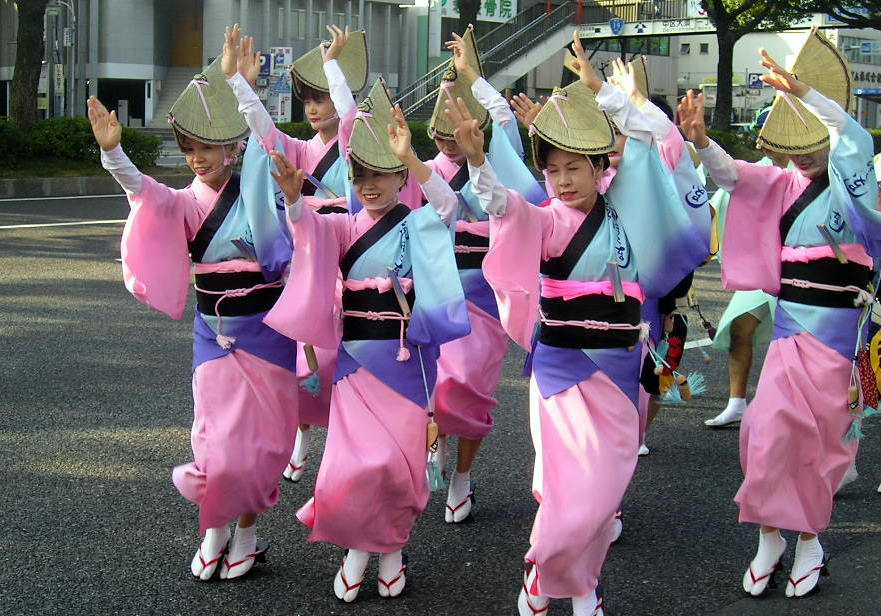
Mulheres japonesas comemorando o dia da cultura

O Dia da Cultura (文化の日 Bunka-no-hi) é um feriado nacional que ocorre anualmente no Japão, em 3 de novembro, com o propósito de promover a cultura, as artes e o empenho acadêmico. Ocorrem festividades nesse dia, como exibições de arte, paradas e cerimônias de prêmios, que são entregues para artistas e letrados com distinção.

## História
O Dia da Cultura foi realizado pela primeira vez em 1948, para comemorar o anúncio da constituição japonesa do pós-guerra em 3 de novembro de 1946.
O dia 3 de novembro foi celebrado pela primeira vez como feriado nacional em 1868, quando foi chamado de Tenchō-setsu (天長節), um feriado realizado em homenagem ao aniversário do imperador reinante - na época, o imperador Meiji (ver também O aniversário do imperador). Após a morte de Meiji em 1912, o dia 3 de novembro deixou de ser feriado até 1927, quando seu aniversário recebeu seu próprio feriado específico, conhecido como Meiji-setsu (明治節). Isso foi posteriormente descontinuado com o anúncio do Dia da Cultura em 1948.

## Prática atual
Como o Dia da Cultura existe para promover as artes e vários campos de atuação acadêmica, os governos locais e provinciais normalmente escolhem este dia para realizar exposições de arte, festivais de cultura e desfiles. Por exemplo, Hakone, na província de Kanagawa, realiza o desfile anual do Senhor Feudal (箱根大名行列, Hakone Daimyō Gyōretsu) para exibir roupas e trajes do período Edo. As escolas primárias e secundárias costumam ter um "festival cultural" neste dia ou próximo a ele.

Desde 1936, a cerimônia de premiação da Ordem da Cultura é realizada neste dia. Dado pelo próprio imperador àqueles que avançaram significativamente a ciência, as artes ou a cultura, é uma das maiores honras concedidas pela Família Imperial. O prêmio não se restringe a cidadãos japoneses e, por exemplo, foi concedido aos astronautas da Apollo 11 em seu retorno bem-sucedido da Lua, bem como ao estudioso literário Donald Keene.